# ルイス・カポネ

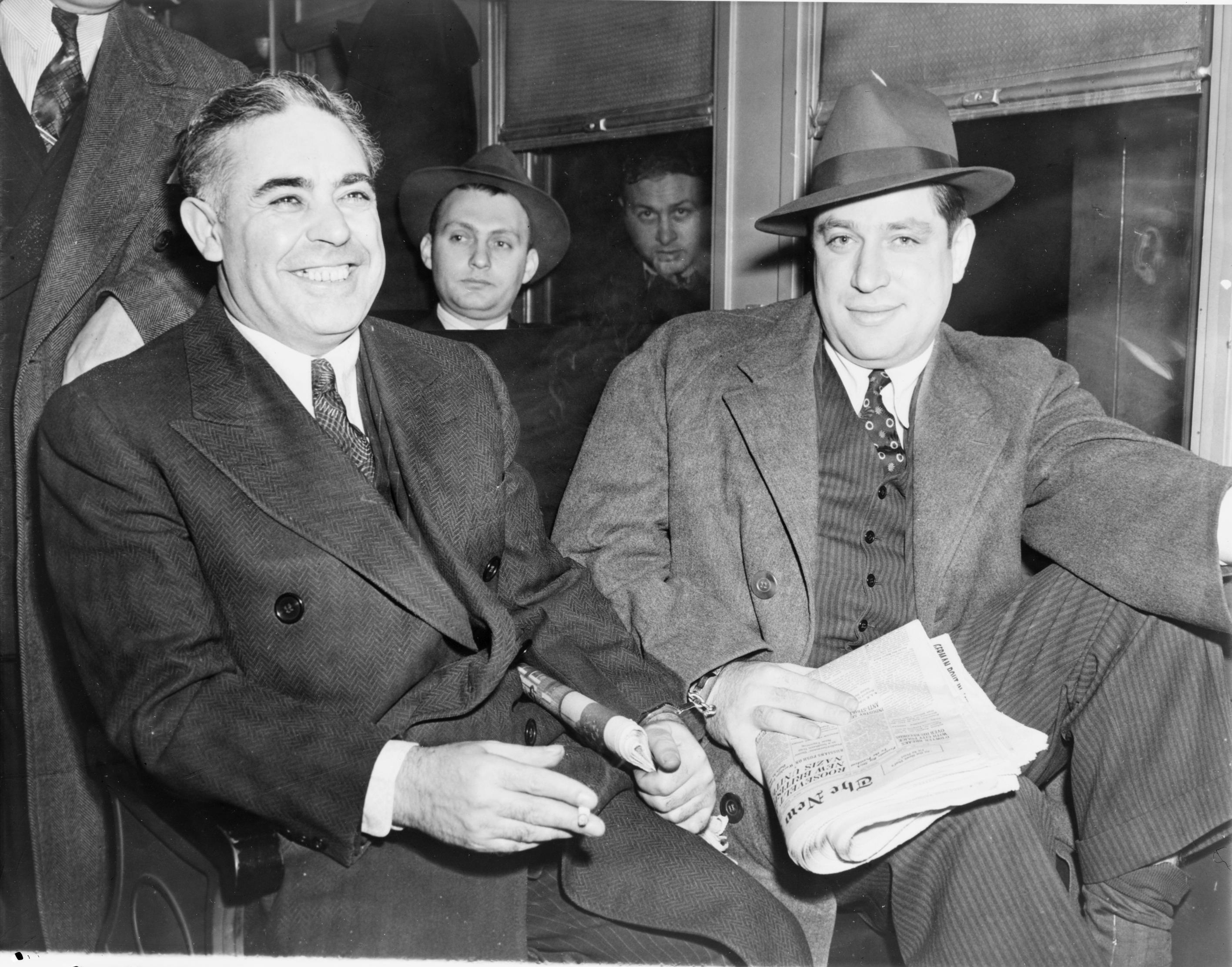
エマニュエル・ワイスと共にシン・シン刑務所に護送されるルイス・カポネ（左）。1941年12月3日

ルイス・カポネ（Louis Capone, 1896年 - 1944年3月4日）は、イタリア系アメリカ人のギャングでマーダー・インクのメンバー。アル・カポネと血縁関係はない。
ナポリ生まれ。ブルックリンで育ち、コニー・アイランドで喫茶店を経営しながら高利貸しや組合強請に手を染めた。ジョー・アドニスやアルバート・アナスタシアと緊密なコネクションを持っていた。彼の喫茶店はギャングのアジトと化し、多くのギャングが出入りした。
オーシャンヒルのハリー・マイオーネがエイブ・レルズにシャピロ兄弟との戦いに参加するよう誘われた時、決めあぐねてカポネに相談した。カポネは賛同して、両ギャングの合体を後押しした（これがマーダーインクの前身となるブルックリン・インクである）。
ブルックリン・インクがルチアーノら犯罪シンジケート傘下の殺人機関になると、シンジケートボス達とギャングメンバーとの仲介役を務め、有望な若手のリクルートや殺害現場の連絡役など契約殺人の実行に関わった。またイタリア系メンバーとユダヤ系メンバー間の軋轢を和らげる役回りを演じていたとされる。1935年11月、ユダヤ系ギャングのジョゼフ・アンバーグ殺害容疑で逮捕されたが、のち釈放された。
1940年初め逮捕され、マーダーインクの上と下をつなぐコンタクトマンとして追及された。1941年6月、ルイス・"レプキ"・バカルター、エマニュエル・ワイスとともに、1936年のジョゼフ・ローゼン殺しで裁判にかけられた。1941年11月12日、密告者に転じたレルズがホテルの6階から転落死したが、アルバート・タネンバウムらがレルズの代役で証言台に立った。1941年12月2日、ローゼン殺しによりバカルター、ワイスと共に第1級殺人罪で死刑判決が下った。翌年の控訴審でも死刑は覆らず、最高裁への上告やニューヨーク州知事への助命嘆願も空しく、1944年3月4日にカポネはバカルター、ワイスと共に電気椅子で処刑された。カポネは死に際して、バカルター同様一言も残さなかった。新聞に名が載るたびに、「アル・カポネとは関係ない」という但し書きが付けられた。
ブルックリンのホーリー・クロス墓地に埋葬されている。